# Pete Peterson
Douglas Brian "Pete" Peterson (sinh ngày 26 tháng 6 năm 1935) là một chính khách và là một nhà ngoại giao Hoa Kỳ. Ông từng là phi công phục vụ trong Không quân Hoa Kỳ, sau khi máy bay của ông bị bắn rơi trong chiến tranh Việt Nam, ông đã phải làm tù binh trên 6 năm. Peterson cũng là Đại sứ đầu tiên của Hoa Kỳ tại Việt Nam sau 1975, nhậm chức từ 1997 đến 2001.

## Tiểu sử
Ông từng là phi công của Không quân Hoa Kỳ. Đêm 10-9-1966 ông lái máy bay F-4 Phantom II vào đánh phá cầu Phú Lương và cầu Lai Vu thuộc tỉnh Hải Dương đêm 10-9-1966 nhưng bị bắn rơi, nhảy dù xuống thôn An Đoài, xã An Bình, Nam Sách (Hải Dương). Hồi tưởng về lần bị bắn rơi, Peterson đã thành thật nói: Lúc bị người dân Việt Nam bắt, rất có thể tôi đã bị giết chết, rất may đã có người ngăn lại và tôi vô cùng biết ơn điều đó. Ông trải qua 6 năm rưỡi trong nhà tù Hỏa Lò, Hà Nội (10 tháng 9 năm 1966 - 4 tháng 3 năm 1973).
Sau khi trở về nước, năm 1981 ông giải ngũ với quân hàm đại tá, ông thành lập công ty xây dựng tại Tampa (Florida) rồi làm việc tại nông trại của gia đình. Năm 1989 ông bắt đầu tham gia chính trường, là dân biểu của tiểu bang Florida trong nhiệm kỳ 1991-1997.
Năm 1995 ông được Văn phòng Tổng thống Hoa Kỳ thông báo ông được chọn vào vị trí Đại sứ Mỹ tại Việt Nam. Vào ngày 9 tháng 5 năm 1997, 22 năm và 10 ngày, sau sự kiện 30 tháng 4 năm 1975, ngày 30 tháng 4 năm 1975, Douglas "Pete" Peterson được Quốc hội phê chuẩn trở thành đại sứ đầu tiên của Hoa Kỳ ở Việt Nam, kể từ khi Graham Martin được di tản khỏi đất nước này cuối tháng 4 năm 1975 bằng trực thăng. Việt Nam bắt đầu bình thường hóa quan hệ với kẻ thù cũ là Mỹ từ năm 1994, khi cựu Tổng thống Mỹ Bill Clinton tuyên bố dỡ bỏ lệnh cấm vận thương mại trong suốt 19 năm đối với Việt Nam, với lý do là chính quyền cộng sản của Việt Nam đã hợp tác trong việc xác định vị trí của 2.238 lính Mỹ được coi là mất tích trong chiến tranh Việt Nam.,
Ông từng đảm nhiệm các cương vị Chủ tịch Ban Giám đốc Hội đồng Thương mại Mỹ – Việt, Giám đốc cấp cao của Công ty tư vấn chiến lược quốc tế Albright Stonebridge Group.

## Gia đình
Sau khi Carlotta người vợ đầu mất, năm 1998 ông kết hôn với bà Vi Lê, quốc tịch Australia, nguyên Giám đốc Thương mại Đại sứ quán Australia tại Việt Nam.
Năm 2002 gia đình ông chuyển đến sinh sống tại Australia, đến năm 2009 ông nhập quốc tịch nước này.
Hiện hai ông bà đang dồn hết tâm trí cho tổ chức cứu trợ trẻ em TASC có trụ sở chính đóng tại Bangkok (Thái Lan) và đi lại như con thoi giữa Việt Nam, Australia, Mỹ và Thái Lan.